# Saison 1919 de la PCHA
Saison précédente Saison suivante
La saison 1919 est la huitième saison de l'Association de hockey de la Côte du Pacifique (souvent désignée par le sigle PCHA en référence à son nom anglais : Pacific Coast Hockey Association), ligue de hockey sur glace d'Amérique du Nord. Chacune des trois équipes qui commencent la saison joue vingt rencontres ; à la fin du calendrier, les Millionnaires de Vancouver sont la meilleure équipe de la saison régulière mais sont battus en séries éliminatoires par les Metropolitans de Seattle. Ces derniers jouent ensuite la finale de la Coupe Stanley contre les Canadiens de Montréal champions de la Ligue nationale de hockey.

## Contexte
L'équipe des Rosebuds de Portland ne parvenant pas à faire venir suffisamment de spectateurs pour assurer sa rentabilité financière, elle cesse ses activités avant le début de la saison. Entre-temps, les Aristocrats de Victoria qui ont arrêté leurs activités depuis trois saisons reviennent au jeu sous l'impulsion de Lester Patrick.

## Saison régulière
| Équipe                     | PJ | V  | D  | N | BP | BC |
| -------------------------- | -- | -- | -- | - | -- | -- |
| Millionnaires de Vancouver | 20 | 12 | 8  | 0 | 72 | 55 |
| Metropolitans de Seattle   | 20 | 11 | 9  | 0 | 66 | 46 |
| Aristocrats de Victoria    | 20 | 7  | 13 | 0 | 44 | 81 |

## Séries éliminatoires

### Séries de la PCHA
Les séries éliminatoires de 1919 opposent les deux mêmes équipes que la saison passée et deux rencontres sont jouées entre Vancouver et Seattle. Finalement, Seattle s'impose sur le score cumulé de 7-5.

### Coupe Stanley
Les Metropolitans de Seattle sont opposés en finale de la Coupe Stanley aux Canadiens de Montréal, mais la série est interrompue en raison d'un grand nombre de malades atteints de la grippe espagnole. Au cours du cinquième match, Joe Hall des Canadiens est admis à l'hôpital et meurt quelques jours plus tard ; pour la première fois de l'histoire, la Coupe Stanley n'est pas remise.